# Османски архиви
Османските архиви са сбор от исторически източници свързани с Османската империя и общо 39 държави, чиито територии изцяло или частично по различно време са били част от империята, включително 19 страни от Близкия Изток, 11 страни от ЕС и на Балканите, три в Кавказ, две в Централна Азия, Кипър, както и Израел и Турция.
Османските архиви се съхраняват основно на три места – в Истанбул в османския архив на Централния държавен архив на Турция, в Кайро в османската колекция на Египетската национална библиотека и архиви, която е най-голямата библиотека в Египет и в София в османския архив на Национална библиотека „Св. св. Кирил и Методий“ на България. 
Османските архиви документират цялостния живот и събития в Османската империя от началото на управлението на султан Сюлейман Великолепни през XVI век. Подреждането на архивните записи и единици започва през 1847 г.  Първоначално османския архив е разположен при канцеларията на великия везир в Гюлхане и съдържа няколко основни групи документи: архива на Дивана, архива на великия везир, финансов и дипломатически.
През 1846 г. османският дипломат и държавник Мустафа Рашид паша нарежда строителството на нова сграда за османския архив.  Сградата е построена от архитекта Гаспар Фосати и през 1848 г. Мухсин ефенди е назначен за началник на архивите.
В София се намира от 1931 г. и т.нар. Цариградски архив от подземията на Света София (Константинопол) с решение на Мустафа Кемал Ататюрк. 